# Vijf heilige bergen van China

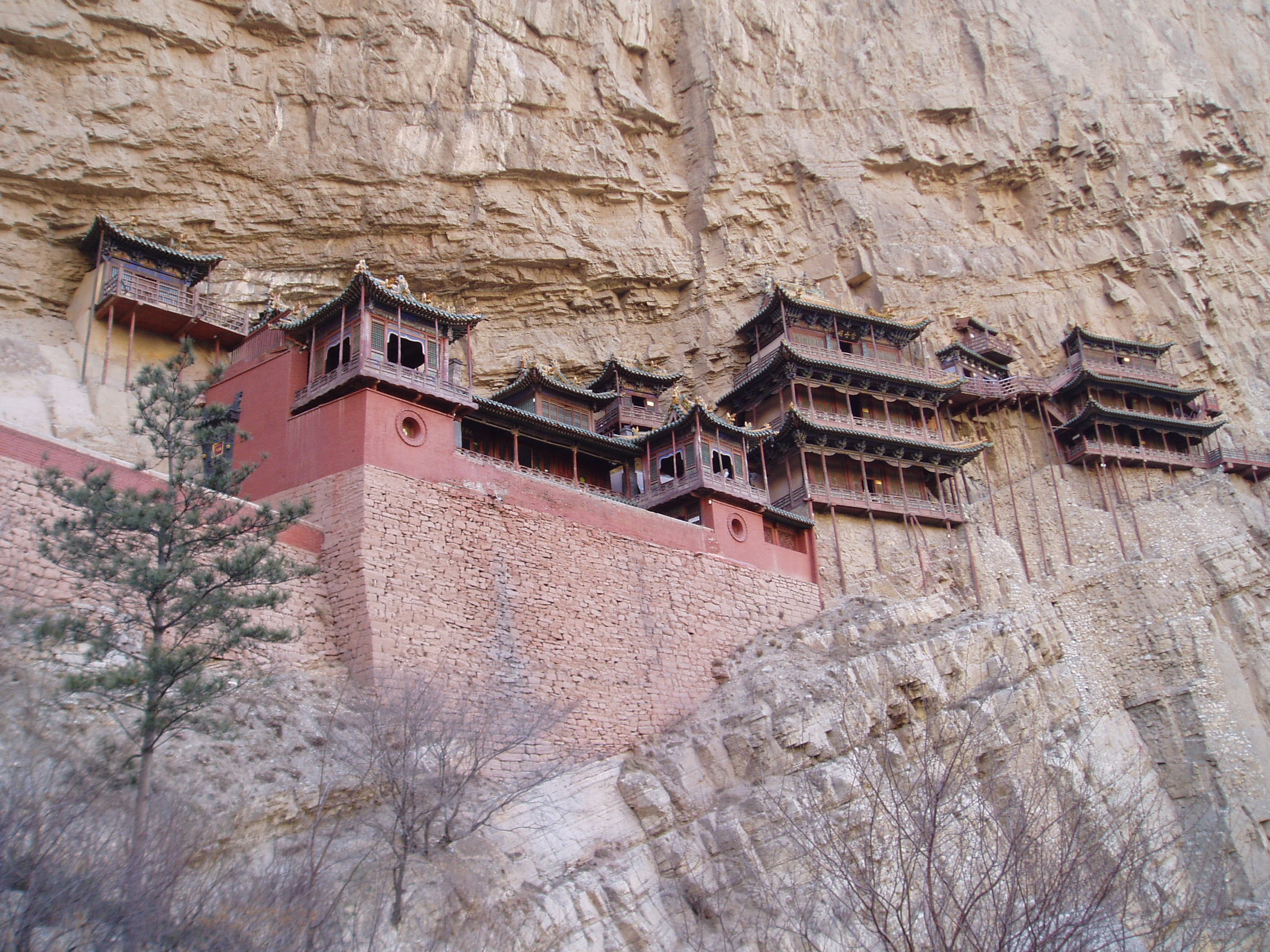
Het hangende klooster onder de Heng Shan, de heilige berg van het noorden.

De vijf heilige bergen van China (Chinees: 五岳, traditioneel: 五嶽, pinyin: wǔyuè) zijn vijf bergen in China die een belangrijke rol spelen in het Chinees volksgeloof. De heiligdommen op de vijf bergen zijn het doel van pelgrimage. Ze werden door de eeuwen heen door de Chinese keizers bezocht voor offerrituelen die hun legitimiteit moesten bevestigen. De Chinese traditionele kosmologie houdt het principe van feng shui aan, waarin zowel de kosmos als de aarde op geordende manier ingedeeld zijn. Zo zijn er vier windrichtingen en vier seizoenen, die met vier van de vijf heilige bergen in verband worden gebracht. De vijfde berg bevindt zich in het midden.  
De vijf bergen worden ook geassocieerd met de vijf hemelgoden en de vijf eerste keizers uit de Chinese mythologie, de vijf zichtbare planeten, de vijf traditionele elementen, de vijf symbolische kleuren en de vier sterrenbeelden uit de traditionele Chinese astronomie.
Er zijn overigens meer dan vijf heilige bergen in China. De vijf heilige bergen zijn niet dezelfde als de vier heilige boeddhistische bergen in China of de vier heilige taoïstische bergen in China.
De vijf bergen zijn:
- Tai Shan (1545 m), de grote berg van het oosten in de provincie Shandong, geassocieerd met de kleur groen, de lente, de planeet Jupiter, het element hout en de Groenblauwe Keizer, Cang Di.
- Heng Shan (1290 m), de grote berg van het zuiden in de provincie Hunan, geassocieerd met de kleur rood, de zomer, de planeet Mars, het element vuur en de Rode Keizer, Yan Di.
- Hua Shan (2155 m), de grote berg van het westen in de provincie Shaanxi, geassocieerd met de kleur wit, de herfst, de planeet Venus, het element metaal en de Witte Keizer, Bai Di.
- Heng Shan (2017 m), de grote berg van het noorden in de provincie Shanxi, geassocieerd met de kleur zwart, de winter, de planeet Mercurius, het element water en de Zwarte Keizer, Hei Di.
- Song Shan (1494 m), de grote berg in het midden, in de provincie Henan, geassocieerd met de kleur geel, de planeet Saturnus en de Gele Keizer, Huang Di.

Merk op dat twee bergen, die van het noorden en zuiden, dezelfde naam hebben. In het Chinees klinken de namen ook precies hetzelfde, maar ze worden met verschillende karakters geschreven.